# Lucky (canción de Radiohead)
«Lucky» es una canción de la banda británica Radiohead, publicada en su tercer álbum de estudio OK Computer en 1997. En diciembre de ese mismo año, fue lanzada como sencillo promocional en Francia.